# Gaius Cornelius (Volkstribun 67 v. Chr.)
Gaius Cornelius war ein Politiker der ausgehenden römischen Republik.
Cornelius begann seine Karriere als Quästor spätestens im Jahr 71 v. Chr. Im Jahr 67 v. Chr. war der Sympathisant des Pompeius Volkstribun. Er brachte mehrere populare Gesetze ein, die vom konservativen Teil des römischen Senats aufs Schärfste bekämpft wurden. Dazu gehörten ein Verbot, an Gesandte ausländischer Mächte Darlehen zu vergeben sowie eine Verschärfung beim Vorgehen gegen Bestechlichkeit im Amt (das Gesetz scheiterte zwar, wurde aber in veränderter Form vom Konsul Gaius Calpurnius Piso wieder aufgenommen).
Ferner sollte die Befreiung von Gesetzen nur noch durch die Volksversammlung möglich sein, dieses Gesetz wurde schließlich – in modifizierter Form –  verabschiedet und die Rechtsprechung von Prätoren sollte nur noch auf Grundlage von Edikten möglich sein. Deshalb wurde er von Publius Cominius 66 v. Chr. in einem maiestas-Prozess angeklagt, der aber zunächst abgesetzt wurde. Im folgenden Jahr klagte Cominius deswegen erneut. Daraufhin wurde Cornelius von Marcus Tullius Cicero erfolgreich verteidigt. Die Gerichtsrede pro Cornelio ist heute verloren, der Inhalt jedoch aus einem Kommentar des Asconius bekannt, der die Hauptquelle zum Leben des Cornelius ist. Er war mit Catull befreundet, der Cominius wegen seiner Klage in einem seiner Werke heftig attackiert.

## Referenzen
1. ↑  Asconius 59–62C; Cicero, Brutus 271.
2. ↑  Catull 108.

| Personendaten    | Personendaten          |
| ---------------- | ---------------------- |
| NAME             | Cornelius, Gaius       |
| KURZBESCHREIBUNG | römischer Politiker    |
| GEBURTSDATUM     | vor 71 v. Chr.         |
| STERBEDATUM      | 1. Jahrhundert v. Chr. |